# 981 Martina
Martina (asteroide 981) é um asteroide da cintura principal com um diâmetro de 28,87 quilómetros, a 2,4627327 UA. Possui uma excentricidade de 0,204062 e um período orbital de 1 987,92 dias (5,44 anos).
Martina tem uma velocidade orbital média de 16,93260274 km/s e uma inclinação de 2,06631º.
Este asteroide foi descoberto em 23 de Setembro de 1917 por Sergei Belyavsky.